# Selecció de bandy de Letònia
La selecció de bandy de Letònia va participar en el seu primer Campionat del Món de Bandy masculí el 2007 reemplaçant l'equip del Canadà que va haver de retirar-se de la competició, on va ocupar el segon lloc al darrere dels Estats Units. El 2014 va guanyar el primer lloc del Grup B, per primera vegada, després d'un augment de sis a vuit equips en el Grup A. Es va classificar per al Grup L'any 2015, però se'ls va permetre també jugar en el Grup B, després que el Canadà s'havia retirat per raons financeres i Ucraïna per assumptes polítics. Després de guanyar el torneig, se'ls garantia l'estat del grup A també l'any 2016, també en el cas de ser l'última plaça del Grup A.

## Participació en el torneig
Campionats del Món
- 2007 - vuitè lloc (segon en el Grup B)
- 2008 - novè lloc (tercer en el Grup B)
- 2009 - desè lloc (quart en el Grup B)
- 2010 - vuitè lloc (segon en el Grup B)
- 2011 - novè lloc (tercer en el Grup B)
- 2012 - desè lloc (quart en el Grup B)
- 2013 - novè lloc (tercer en el Grup B)
- 2014 - novè lloc (primer en el Grup B)
- 2015 - setè lloc